# Florence Claxton
Pour les articles homonymes, voir Claxton.
Florence Ann Claxton est une artiste britannique née le 26 août 1838 à Florence, en Italie, et morte le 3 mai 1920 à Sandown, sur l'île de Wight. Féministe, elle écrivit et illustra des bandes dessinées humoristiques sur le féminisme et les droits des femmes.

## Biographie
Florence Claxton est la fille du peintre Marshall Claxton et de sa femme Sophia Hargrave. Elle voit le jour durant un séjour de ses parents en Italie. Elle a une sœur cadette, Adelaide (en), née trois ans plus tard, après le retour de la famille à Londres. Les Claxton s'expatrient en 1850, d'abord à Sydney, en Australie, puis à Calcutta, en Inde, avant de rentrer au pays en 1857. Ces voyages contribuent à développer la sensibilité artistique des sœurs Claxton. C'est leur père qui contribue le plus à leur éducation dans ce domaine, la plupart des écoles d'art britanniques refusant d'admettre des femmes dans leurs rangs (Florence Claxton signe d'ailleurs une pétition réclamant l'entrée des femmes aux Royal Academy Schools en 1859).

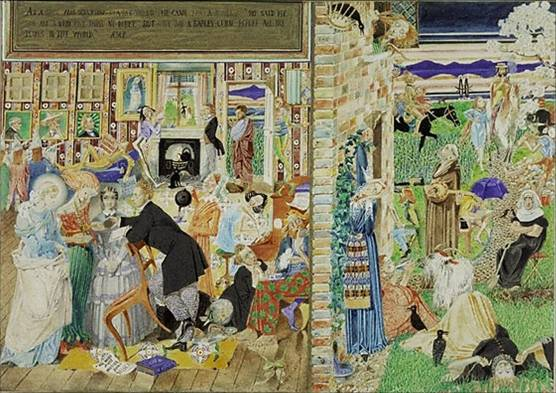
The Choice of Paris: an Idyll (1860).

Les premières œuvres exposées de Florence Claxton sont une série de dessins humoristiques, Scenes from the Life of a Female Artist, présentés en 1858 dans le cadre de la deuxième exposition de la Society of Women Artists. Deux ans plus tard, elle signe son œuvre la plus célèbre, l'aquarelle The Choice of Paris: an Idyll, une satire du préraphaélisme qui parodie plusieurs des artistes et toiles les plus célèbres du mouvement. Bien qu'elle continue à produire des toiles exposées dans d'importantes galeries, c'est son travail d'illustration pour divers journaux et livres qui constitue sa principale source de revenus.
Florence Claxton se marie le 1er juin 1868 à Paris avec Ernest Farrington, un photographe français. Sa vie après cette date est mal connue, mais elle semble avoir continué son travail d'illustratrice. Elle se lance également dans la peinture sur porcelaine. Vers 1911, alors qu'elle est veuve depuis un certain temps, elle se retire sur l'île de Wight. En proie à des problèmes de santé et une situation financière délicate, elle se suicide le 3 mai 1920.